# Francisco Pérez Martínez (futbolista)
|  | Aquest article tracta sobre el futbolista valencià. Si cerqueu l'escriptor espanyol, vegeu «Francisco Umbral». |

Francisco "Fran" Pérez Martínez (nascut el 9 de setembre de 2002) és un futbolista professional valencià que juga principalment d'extrem dret al València CF.

## Carrera de club
Nascut a València, Pérez va començar a jugar a futbol a l'escola juvenil del Lacross Babel CF, abans de passar a les categories juvenils del València CF el 2011. Va fer el seu debut com a sènior amb el filial el 17 d'octubre de 2020, entrant com a substitut tardà d'Hugo González en un empat 2-2 a Segona Divisió B fora de casa contra  l'Atzeneta UE.
El 20 de novembre de 2020, Pérez va signar un contracte professional amb el València per 2 anys. Va marcar el seu primer gol a la categoria sènior el 12 de setembre de 2021, marcant el segon de la B en la victòria fora de casa de la Tercera Divisió RFEF per 3-1 sobre l'Oriola CF, i va marcar 12 vegades més quan el filial va aconseguir l'ascens a Segona Federació.
López va debutar professionalment -i a la Lliga- amb el València el 29 d'agost de 2022, entrant com a substitut tardà en una derrota per 1-0 davant l'Atlètic de Madrid. El 7 de març següent, va renovar el seu contracte fins al 2027, i va ser ascendit definitivament a la plantilla principal l'agost de 2023.

## Vida personal
Pérez és fill de l'exfutbolista valencià Francisco Rufete.

## Estil de joc
Pérez és conegut per la seva increïble velocitat i força. Va ser un golejador prolífic en la seva joventut, i té un regat senzill i eficaç.